# Hua vultuosa
Hua vultuosa is een slakkensoort uit de familie van de Semisulcospiridae. De wetenschappelijke naam van de soort werd voor het eerst geldig gepubliceerd in 1914 door Fulton als Melania vultosa.